# Tricharina praecox
Tricharina praecox är en svampart. Tricharina praecox ingår i släktet Tricharina och familjen Pyronemataceae.  Arten är reproducerande i Sverige.

## Underarter
Arten delas in i följande underarter:
- intermedia
- praecox